# Lore Hartling
Lore Hartling (3 de marzo de 1932 - 13 de agosto de 1994) fue una actriz de nacionalidad alemana.

## Biografía
Lore Hartling inició su carrera teatral a los veinte años de edad en Basilea. En el Komödie Basel tuvo gran éxito en 1954 como Mary en la comedia Herr im Haus bin ich. Dos años más tarde Boleslaw Barlog la llevó al Teatro Schiller de Berlín, actuando también en el Schlossparktheater, donde conoció a su futuro marido, el actor Martin Held, 24 años mayor que ella, con el que se casó en 1967, actuando ambos juntos en varias ocasiones sobre el escenario.
La pareja, por ejemplo, actuó en 1957 en la obra de Walter Hasenclever Ein besserer Herr, bajo producción de Hans Lietzau, y en 1959 en la de Jean Anouilh General Quixotte, dirigidos por Rudolf Steinböck. En el drama judicial dirigido por Wolfgang Staudte Der letzte Zeuge, ambos pudieron trabajar juntos ante las cámaras.
A principios de 1957 Lore Hartling empezó a actuar para el cine y la televisión, aunque sus trabajos no fueron espectaculares.
Con el nacimiento de su primer hijo, Albert, en el año 1964, fruto de su relación con Held, Lore Hartling decidió retirarse y centrarse en su vida privada y en la educación de sus hijos (su segundo hijo, Maximilian, nació en 1967).
La actriz falleció en Berlín en el año 1994.

## Filmografía completa
- 1957 : Der Stern von Afrika
- 1957 : Ein besserer Herr (telefilm)
- 1958 : Gestehen Sie, Dr. Corda!
- 1958 : Ist Mama nicht fabelhaft?
- 1958 : Stefanie
- 1958 : Frau im besten Mannesalter
- 1959 : Nelson-Premiere (telefilm)
- 1960 : Die junge Sünderin
- 1960 : Der letzte Zeuge
- 1961 : Zwei unter Millionen
- 1961 : Ich kann nicht länger schweigen
- 1962 : Finden Sie, daß Constanze sich richtig verhält?
- 1963 : Die endlose Nacht
- 1963 : Endspurt (telefilm)
- 1964 : Bunbury (telefilm)